# Come fare carriera... molto disonestamente
Come fare carriera... molto disonestamente (A Shock to the System) è un film del 1990 diretto da Jan Egleson e basato sul romanzo A Shock to the System dell'autore britannico Simon Brett.

## Trama
Graham Marshall, dirigente di una grande azienda pubblicitaria, viene inaspettatamente scavalcato per una promozione dal suo insopportabile collega più giovane Bob Benham. Dopo aver coltivato i rapporti col suo amico George Brewster, il cui pensionamente ha reso vacante la posizione, Marshall rimane deluso e arrabbiato. Sua moglie Leslie, avida e piena di sé, ne è sconcertata in misura persino maggiore e lo rimprovera in continuazione per la sua apparente mancanza di ambizione e forza di volontà.
La sera della mancata promozione, Graham aspetta il suo treno nella metropolitana di New York. Un mendicante insistente lo infastidisce rimproverandogli di essere ricco e avaro. In un accesso d'ira, Graham lo spinge al punto da farlo cadere sui binari, dove viene investito dal treno in arrivo. Marshall riesce ad andarsene senza essere visto, cosa che inaspettatamente lo allieta.
Deso a vendicarsi di coloro che che gli hanno rovinato la vita, Marshall incomincia a progettare meticolosamente i loro assassinii. Rammentando un incidente nel quale aveva preso una scossa elettrica quasi fatale nel seminterrato di casa sua, fa' in modo che Leslie abbia una sorte simile. Dopo la morte di lei, diventa ancota più ambizioso e pianifica di disfarsi di Bob. Come prima cosa noleggia un'automobile usando il nome di George, poi si procura un flacone di forti sonniferi tramite un galoppino dell'ufficio che spaccia droghe. Mentre ha un appuntamento con Stella Anderson, un'impiegata dell'azienda interessata a lui, aggiunge del sonnifero al bicchiere di lei e aspetta che si addormenti, quindi guida l'auto a noleggio fino al porticciolo dove si trova la barca di e la trasforma in una trappola esplosiva manomettendo il serbatoio del gas e attaccando alcuni fiammiferi alla porta. Mentre torna a casa, si accende un sigaro per festeggiare la vittoria e senza farci caso lascia il suo accendino personalizzato placcato d'oro sul cruscotto, prima di restituire l'automobile  L'indomani mattina, Stella si sveglia e dice di non ricordarsi di essere stata a letto con Graham. Bob e uno dei suoi leccapiedi salgono sulla barca e, aprendo la porta, provocano l'esposione del serbatoio del gas, nel quale perdono la vita. A questo punto il capo di Bob, il signor Jones, convoca Graham e gli offre la promozione. Quest'ultimo accetta e, mentre parla della morte di Bob, scopre che Jones ha la passione di pilotare piccoli aeroplani.
Come Graham s'installa nella nuova posizione, la sua vita diventa sempre più frenetica. Il sottotenente di polizia Laker, assegnato a tutti i casi di morte in relazione con Graham, si convince della sua colpevolezza ma non ha in mano alcuna prova. Graham si accorge che gli manca il suo accendino e capisce di averlo lasciato nell'auto presa a noleggio. Interrogata da Laker, Stella comincia a sospettare che Graham sia davvero un assassino: si appropria dell'accendino (che la compagnia di auto a noleggio aveva fatto recapitare in ufficio, in una busta indirizzata a Brewster) e pensa di incontrare Laker sullo stesso marciapiede della metropolitana dove Graham aveva ucciso il mendicante. Graham però la incontra per primo e, durante un teso confronto, sembra contemplaere l'idea di spingere anche lei sui binari. Tuttavia, dopo aver espresso il proprio profondo sconcerto nei suoi confronti, Stella gli consegna l'accendino e se ne va tranquillamente. Graham, uscendo, s'imbatte in Laker e si accende un sigaro col suo accendino proprio in faccia a lui, come segno di vittoria; senza prove, Laker non può fare altro che lasciarlo andare. Nel frattempo George, profondamente depresso per il suo pensionamento forzato, trova i farmaci usati da Graham e si uccide prendendoli tutti insieme, senza sapere che avrebbe potuto essere chiamato in causa per il noleggio che Graham aveva fatto a suo nome.
Graham si bea nel prestigio e nella libertà recuperati, dato che ha eliminato tutti i suoi nemici e si è assicurato il silenzio di Stella trasferendola alla filiale di Los Angeles. Tuttavia, gli rimane un fastidioso dettaglio di cui occuparsi: Jones rifiuta di lasciargli il suo ruolo chiave. Mentre Graham continua a raccontare, si vede volare l'aeroplano di Jones sopra delle isole tropicali, prima che il motore abbia un guasto. Si ode poi un'esplosione, mentre Graham guarda soddisfatto fuori dalla finestra del suo ufficio.

## Produzione
Il film fu girato a New York tra il 22 maggio e il 28 luglio 1989, con un budget di 10 milioni di dollari. Furono girate delle scene al Wall Street Plaza e al Grand Central Terminal. Le scene in barca furono girate al lago Montauk.
Secondo il dirigente delle Corsair Pictures Frank Perry, la sceneggiatura inizialmente sarebbe  terminata col personaggio di Graham Marshall che veniva ucciso, ma questa fu riscritta grazie all'interpretazione di Caine. Fino alla quinta settimana di riprese mancò una conclusione soddisfacente: il regista Jan Egleson ne girò tre versioni differenti, con quella definitiva che non fu scelta fino alla fase di postproduzione.

## Accoglienza

### Incassi
Il film fu un fiasco al botteghino, avendo raccolto in patria soltanto 3,4 milioni di dollari, non riuscendo quindi a ripagare le spese di produzione che ammontavano a 10 milioni.

### Critica
Il film ha un tasso d'approvazione del 71% su Rotten Tomatoes, sulla base di 34 recensioni, con un voto medio di 6,7/10. Vi si legge: "Aiutato dall'interpretazione finemente livellata di Michael Caine, Come fare carriera... molto disonestamente è una commedia nera ambientata nel mondo dei moderni affaristi tagliagole." Su Metacritic, il film ha una media pesata di 69 su 100, sulla base di 19 critiche, che indica "recensioni generalmente favorevoli".
Roger Ebert diede al film 3 stelle su 4 stars, scrivendo: "Come fare carriera... molto disonestamente confonde le nostre aspettative e c'intriga, poiché non c'è modo di sapere esattamente, nemmeno negli ultimissimi momenti, in che direzione ci porterà la trama."
Stanley Kauffmann di The New Republic scrisse del film: "la trama ha un paio di buchi, ma Caine ci passa sopra con scioltezza come se non esistessero. Il fatto più rimarchevole del film è che il protagonista è un assassino egocentrico (forse l'aggettivo è superfluo), che non ha una iota di compassione; ciononostante, una star di riguardo ha accettato il ruolo. Ciò è di per sé una piccola indicazione socio-culturale. È ancora più notevole la capacità di Caine che, senza strattonarci il cuore, ci fa sperare che abbia successo nei suoi piani malvagi."